# Usine du May
L'usine du May est une ancienne usine de coutellerie reconvertie en lieu d'expositions culturelles, située dans la vallée des Usines sur la commune de Thiers en région Auvergne-Rhône-Alpes.
L'usine ferme définitivement dans les années 1960, quelques années après la fermeture de l'usine du Creux de l'enfer située juste à côté. Le site est racheté par la mairie de Thiers dans les années 1980 dans l'optique de la réhabiliter mais le projet prend véritablement forme à partir de 2006 et l'usine ouvre ses portes au public en 2009 pour exposer l'histoire coutelière de la vallée des Usines. À partir de 2015, elle devient uniquement un lieu de longues expositions culturelles gérées par la mairie de Thiers.
L'usine est inscrite sur l'inventaire des monuments historiques en 2002, en même temps que l'inscription de l'usine des forges Mondière.

## Localisation
L'édifice est situé dans le département français du Puy-de-Dôme, sur la commune de Thiers. Placé au cœur de la vallée des Usines, il est construit dans le lit mineur de la Durolle. L'usine se situe également entre les forges Mondière en amont par rapport à la rivière et à l'usine du Creux de l'enfer en aval,.

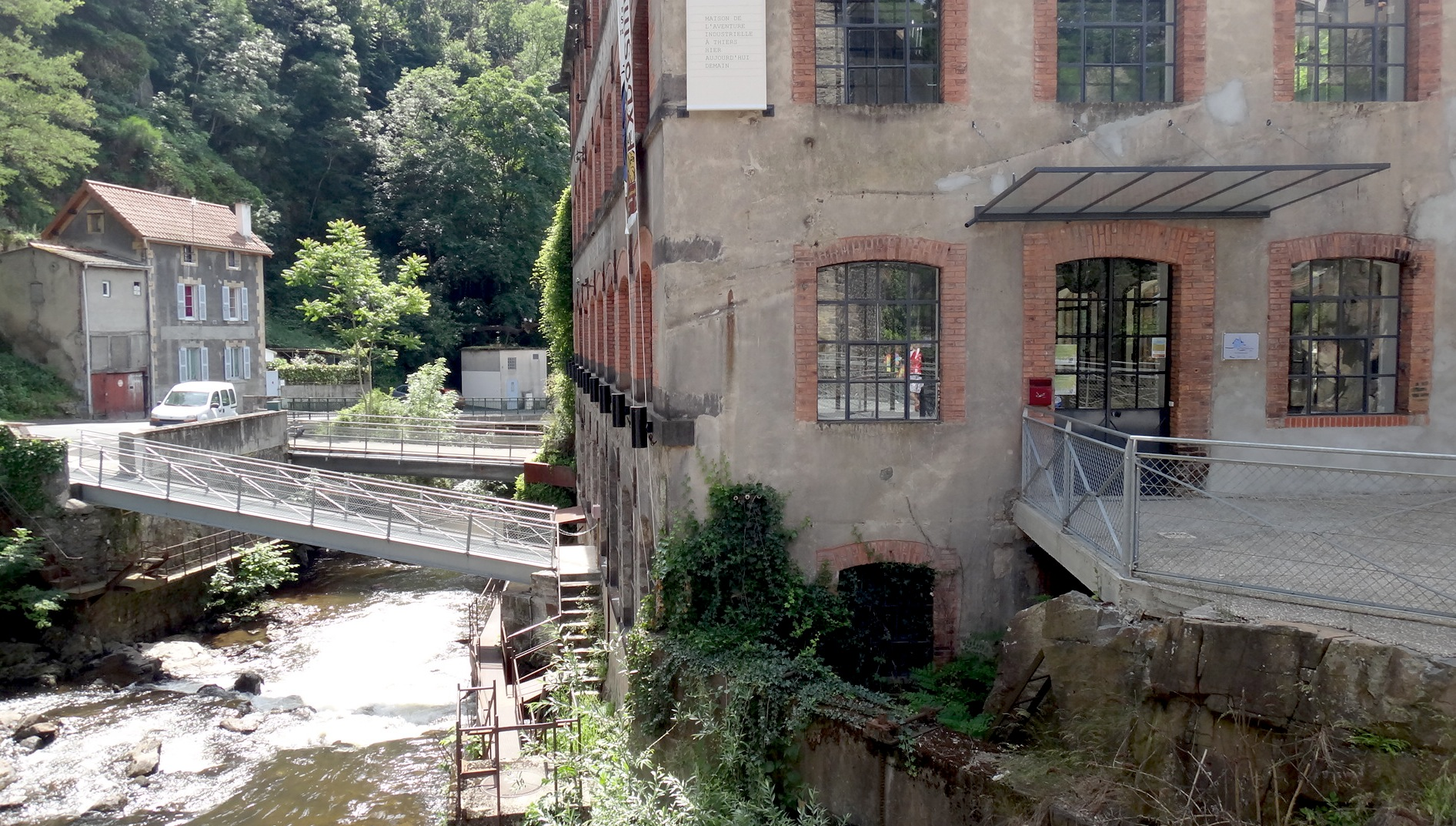
Vue sur l'usine depuis la passerelle principale.
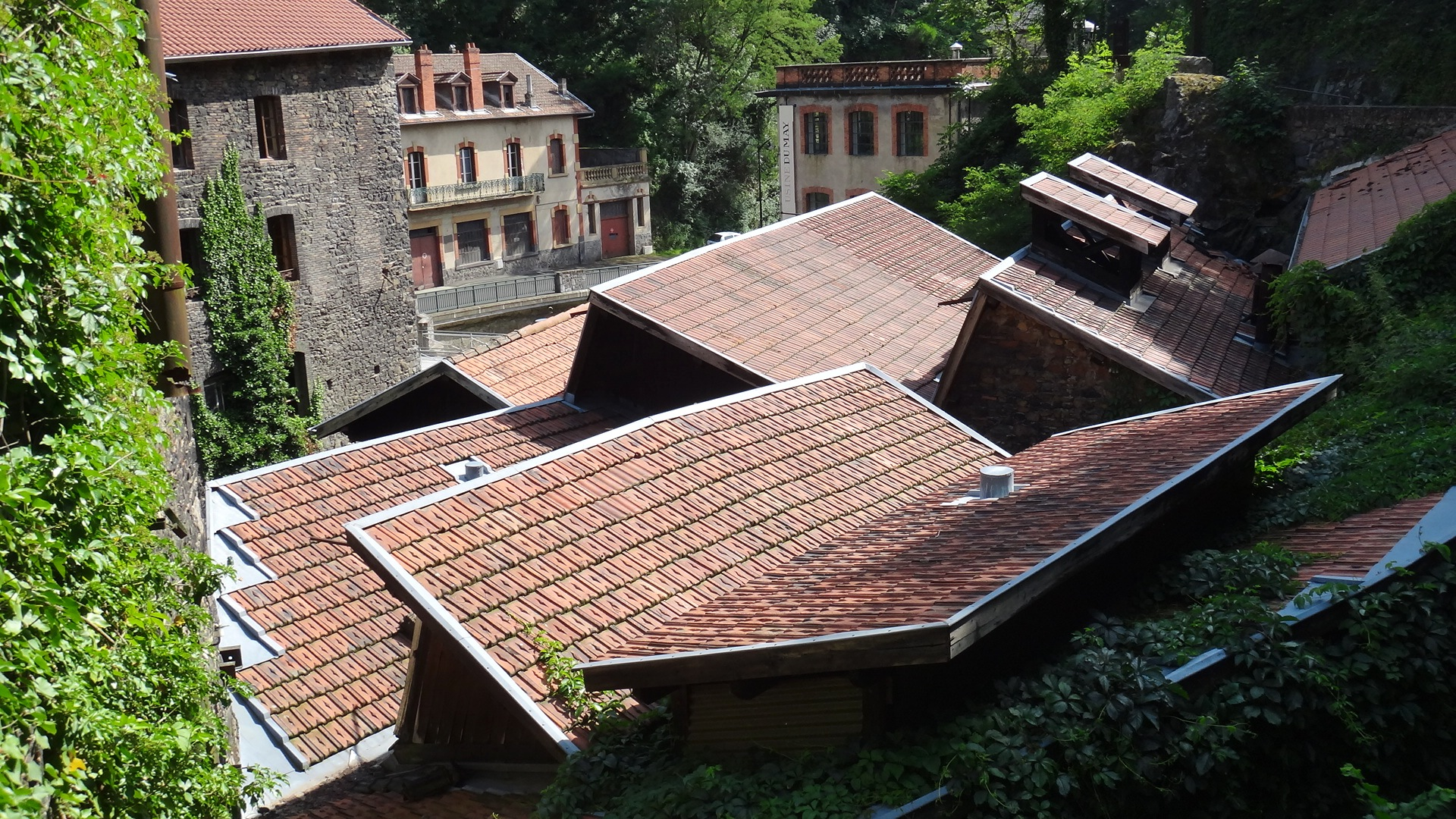
Les forges Mondière en premier plan suivies par l'usine du May en second plan à droite.

## Plan général
| Plan général du « cœur » de la vallée des Usines | Plan général du « cœur » de la vallée des Usines | Plan général du « cœur » de la vallée des Usines | Plan d'une partie de la vallée des Usines. |
| Anciens ateliers/usines                          | Autres                                           |                                                  | Plan d'une partie de la vallée des Usines. |
| 1 : usine d'Entraygues                           | A : jardins dessous Saint-Jean                   |                                                  | Plan d'une partie de la vallée des Usines. |
| 2 : usine du Creux de l'enfer                    | B : la Durolle                                   |                                                  | Plan d'une partie de la vallée des Usines. |
| 3 : usine du May                                 | C : avenue Joseph-Claussat                       |                                                  | Plan d'une partie de la vallée des Usines. |
| 4 : forges Mondière                              | D : passerelle d'accès au Creux de l'enfer       |                                                  | Plan d'une partie de la vallée des Usines. |
| 5 : anciens ateliers de coutellerie              |                                                  |                                                  | Plan d'une partie de la vallée des Usines. |

## Histoire

### Origines de la coutellerie dans la vallée
La force hydraulique de la Durolle est utilisée à Thiers dès le Moyen Âge pour mouvoir les moulins à farine, les foulons des tanneurs, les maillets des papetiers, et avec le développement de la coutellerie, les martinets des fondeurs et les meules des émouleurs. Dès le XIIe siècle, un quart de la population thiernoise exerce le métier de coutelier. Les objets produits dans la vallée sont exportés dans plusieurs pays au XVIIe siècle : en Espagne, en Italie, en Allemagne, en Turquie et « aux Indes »,.

### Origines de l'usine

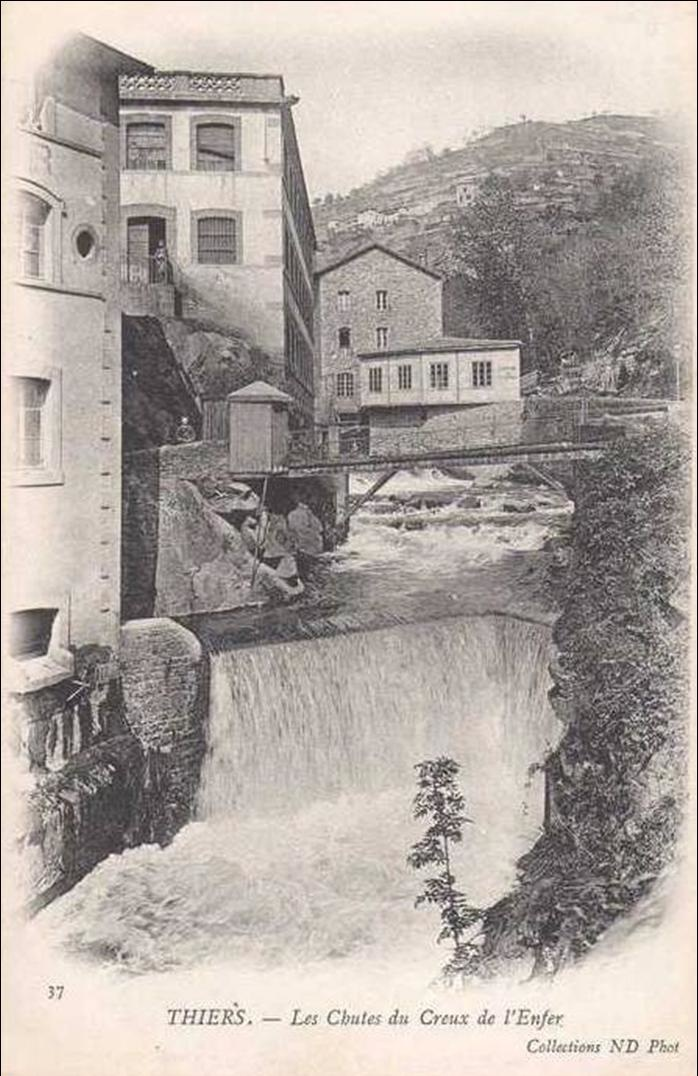
La cascade du Creux de l'enfer et l'usine du May en deuxième plan au tout début du XXe siècle.

D'après les travaux de Grégoire de Tours, le martyr Saint Genès est décapité sur un rocher dans la vallée de la Durolle, nommé le « rocher de l'enfer »,. Une première fabrique venue s'installer à son pied est recensée. Il s'agit alors d'un rouet à émoudre qui est déjà en place en 1476. Ce rouet, qui devient plus tard l'usine du May est accompagné par la construction d'un autre rouet sur l'emplacement de l'actuelle usine du Creux de l'enfer.
Les bâtiments de l'époque, petits et dangereux vis-à-vis de la rivière, sont détruits puis remplacés par une nouvelle usine en 1890 qui cette fois est plus grande, lumineuse et sécurisée. Une passerelle est alors construite entre l'Avenue Joseph-Claussat et un atelier annexe à l'usine — qui sera détruit lors des réhabilitations de 2009 — afin que les employés et les marchandises produites puissent entrer et sortir de l'usine.
En 1900, l'entreprise qui siège dans l'usine ferme définitivement ses portes. En effet, c'est à cette date que la coutellerie « Grange Jeune J. Lepage successeur » dépose le bilan. L'usine, alors très grande comparé à la taille des autres usines de la vallée, est sectionnée en plusieurs ateliers de montage de couteaux qui sont loués à des artisans et à des petites entreprises.

### Nom de l'usine
Le nom actuel de l'usine, « usine du May », n'a pas de signification particulière par rapport à l'histoire du site. Le sigle se rapproche par contre d'une des occupations qui a lieu dans l'usine entre 2009 et 2015, la « Maison de l'Aventure Industrielle ».

### Fermeture définitive de l'usine

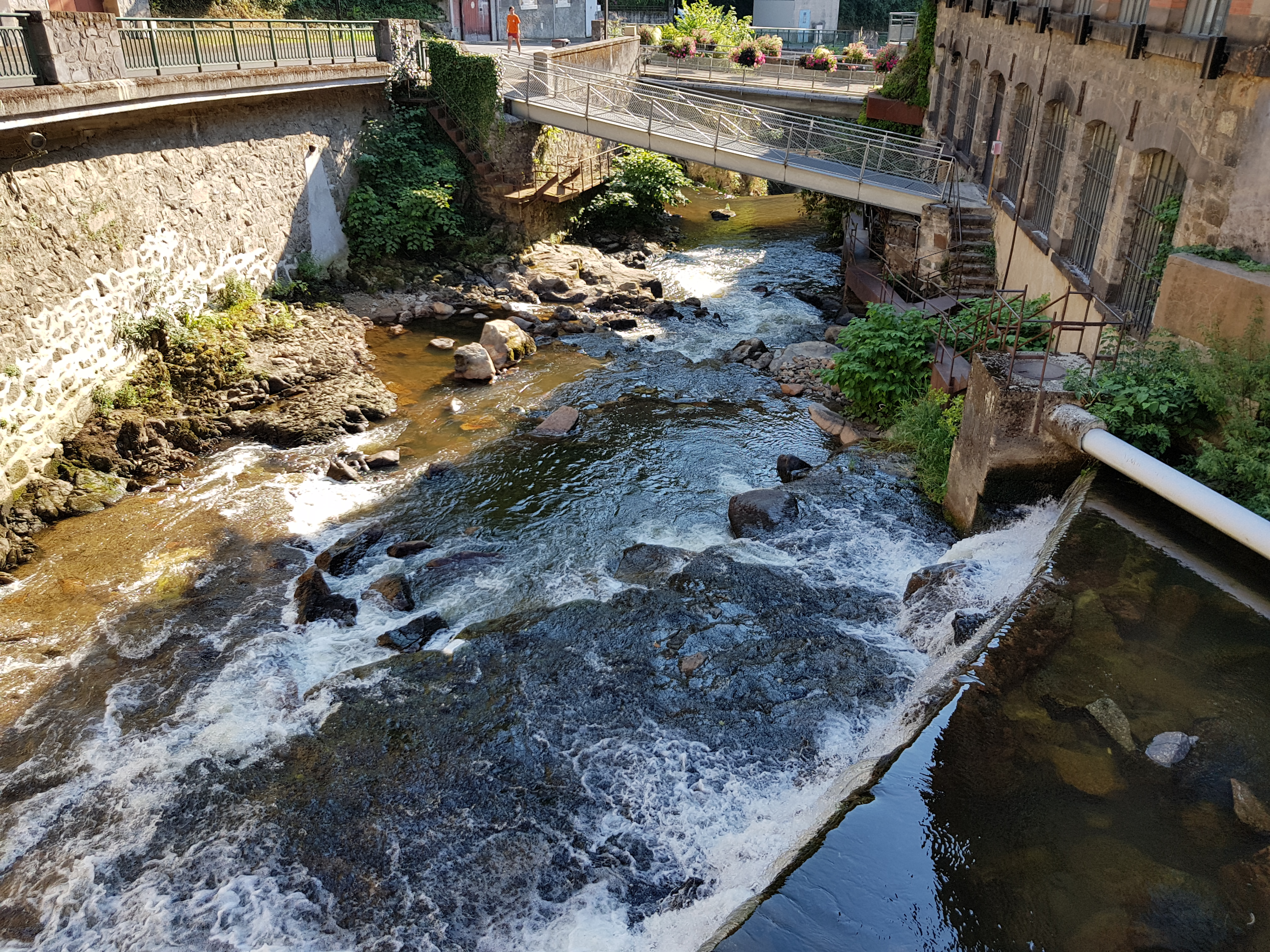
La Durolle prise devant l'usine du May.

Comme l'usine du Creux de l'enfer, l'usine du May ferme ses portes au début de la deuxième moitié du XXe siècle. En effet, les problèmes concernant les eaux de la Durolle sont de plus en plus nombreux au début du XXe siècle. En premier lieu, le débit de la rivière en été reste très bas et très irrégulier, provoquant un chômage relatif. Les usines utilisant la force motrice de la rivière ne peuvent travailler sans un débit d'eau suffisant. En hiver, le phénomène s'inverse, la Durolle d'hiver devient un torrent en crue avec une force considérable. La ville de Thiers est l'une des villes les plus vulnérables du département du Puy-de-Dôme face aux crues et la vallée des Usines est le quartier de la ville le plus touché lors de ces événements.
Pour ne plus dépendre des caprices de la Durolle, les usines utilisent la force motrice électrique dès 1903. La Durolle permet d'obtenir une puissance d'environ 1 000 chevaux par jour en moyenne en 1920 contre 1 500 chevaux pour l'énergie d'origine électrique. Ainsi, l'usine du May passe par l'électrification et l'indépendance de l'usine face à la Durolle lui permet de devenir une « usine complète ».
À partir de la deuxième moitié du XXe siècle, l'usine et ses ateliers se modernisent encore une fois et, désormais, la Durolle n'est plus utilisée comme source d'énergie, l'électricité l'ayant remplacée. Les ateliers qui composent l'usine quittent la vallée pour les zones industrielles à partir des années 1950,. À partir des années 1960, l'usine devient inutile et elle ferme définitivement laissant le bâtiment qui à l'époque, détient une surface d'un peu moins de 1 000 m2.

### Symposium national de sculptures monumentales métalliques

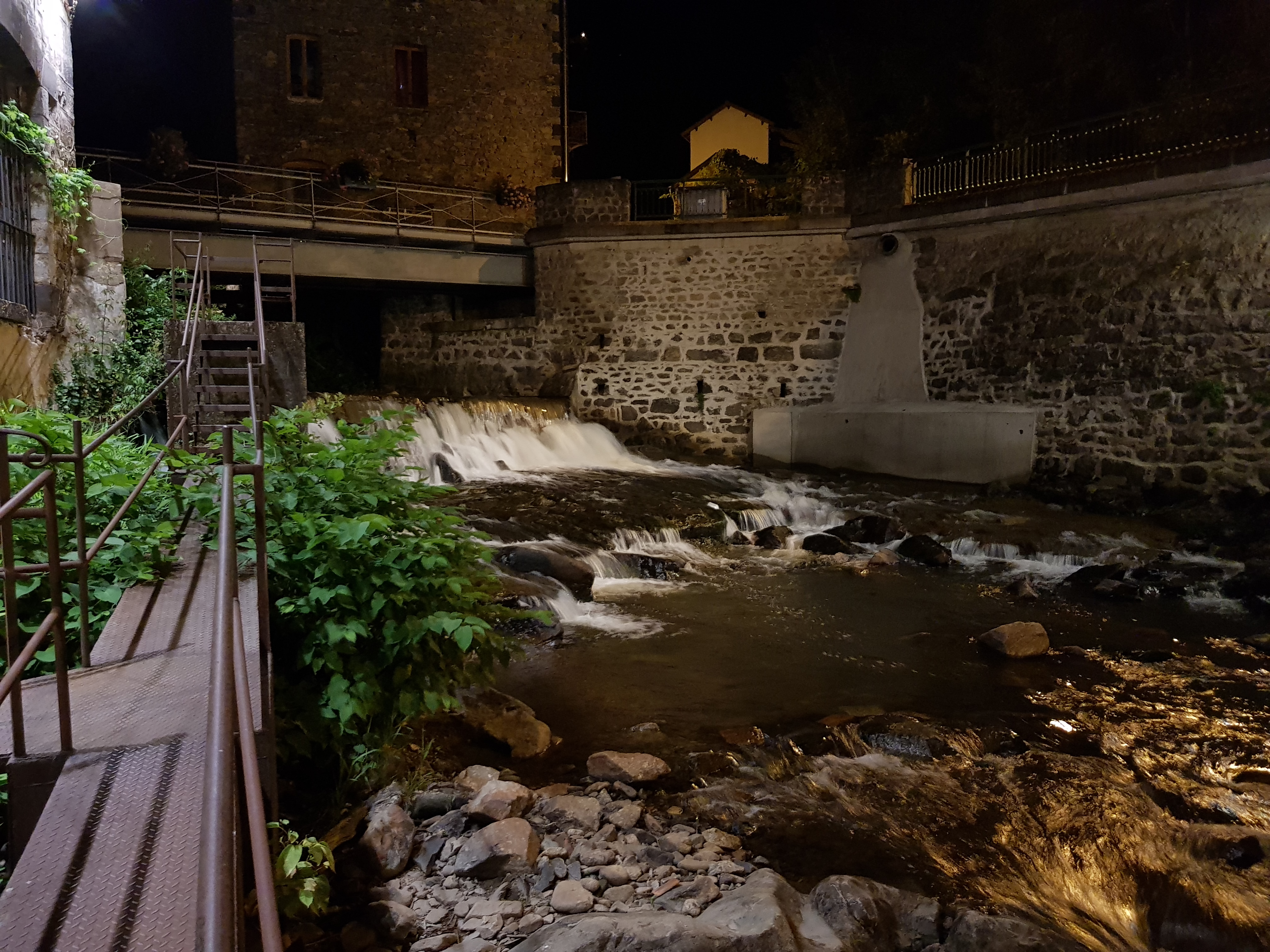
À gauche, l'œuvre de Georges Trakas devant l'usine du May.

En 1985, un symposium national de sculpture monumentale métallique est organisé par la Ville de Thiers. Il permet à plusieurs artistes régionaux et internationaux de collaborer avec des artisans locaux autour de la réalisation de leurs œuvres. George Trakas, artiste canadien, fait découvrir l'histoire de la vallée des Usines dans ses œuvres et met en place le « pont-épée » et un ensemble de passerelles, qui surplombent encore aujourd'hui la cascade et le torrent de la Durolle,.

### Réhabilitation et mise en valeur
En 1987, alors que la ville achète l'usine du Creux de l'enfer pour la réhabiliter et installer un centre d'art contemporain, l'usine du May est également achetée par la mairie de Thiers qui pense développer l'idée d'en faire un centre culturel,. Sur demande de la mairie de Thiers, l'inscription de l'usine à inventaire des monuments historiques est proposée en 2001. En 2002, elle reçoit cette protection en même temps que l'usine des forges Mondière située juste à côté d'elle.

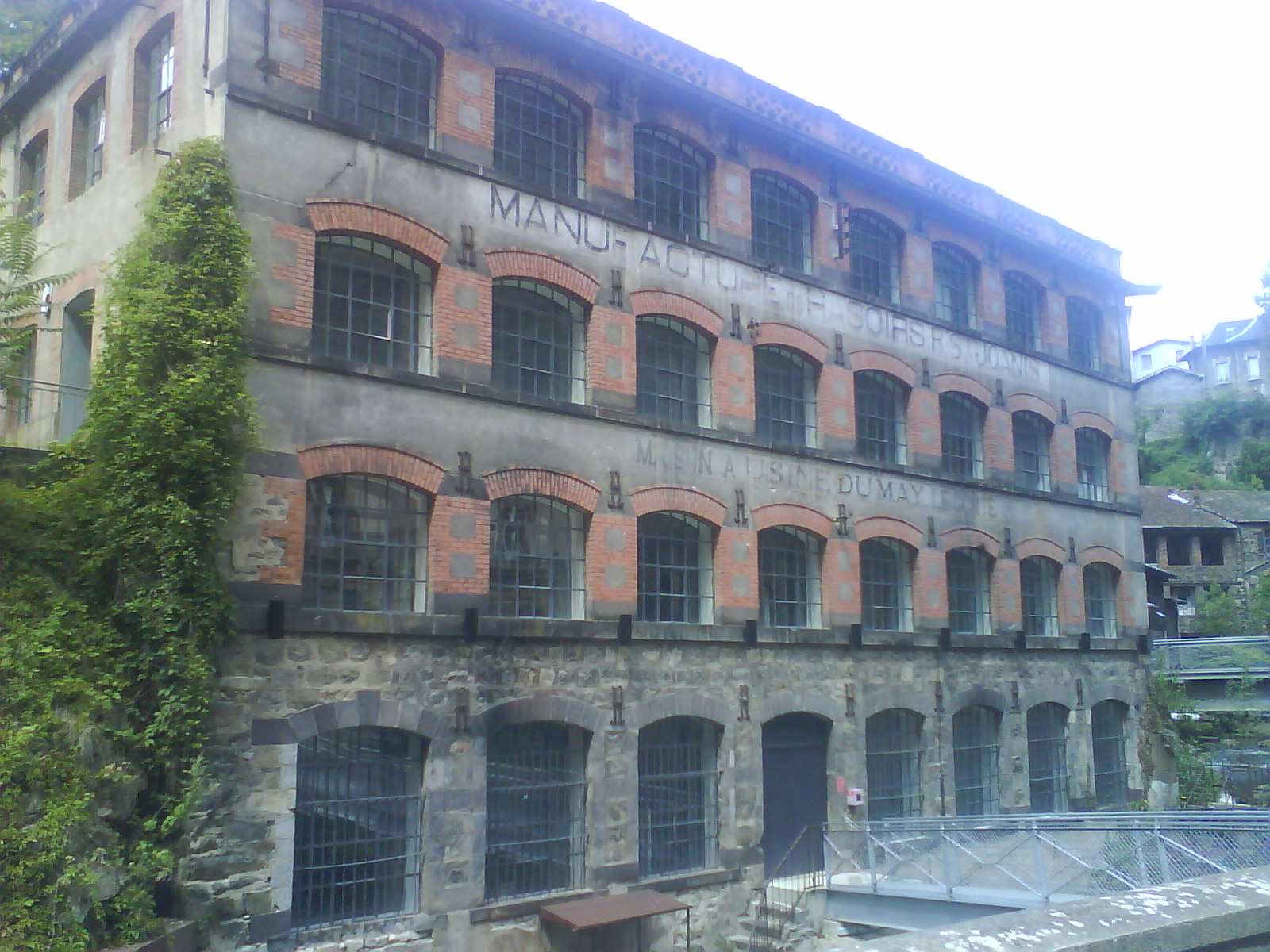
L'usine prise en 2011.

En 2009, l'usine ouvre ses portes au public et accueille la « Maison de l'Aventure Industrielle ». L'usine, entièrement réhabilitée et mise en valeur, présente alors l'évolution de la coutellerie dans la vallée. Elle comporte une scénographie pour évoquer les évolutions de l'architecture industrielle de Thiers et le rôle primordial de la Durolle, un espace consacré à l'activité économique actuelle et à la valorisation des savoir-faire et des expositions temporaires,. Le musée reçoit le Ruban du Patrimoine de la part de la fédération française des bâtiments en 2011. Le coût des rénovations de l'usine d'élève à 2,17 millions d'euros de travaux.
L'usine, en 2015, est reconvertie en lieu d'expositions culturelles gratuites ayant des thématiques différentes durant une grande partie de l'année. Elle accueille également des résidences d'artistes, de l'événementiel et de l'accompagnement à la connaissance. Ainsi, en 2017, l'usine accueille l'exposition Grapus. La mairie de Thiers gère l'établissement.

## Architecture

### Décoration extérieure
L'architecture extérieure de l'usine est de style industriel. La façade laisse entrevoir la présence de briques qui servent à la construction des ouvertures. La pierre, précisément le granite, est également utilisée pour construire la bâtisse et le toit, en terrasse, est bordé d'un garde-corps ajouré en briques surmonté d'un appui en lave. Deux passerelles surplombant la Durolle permettent d'accéder à l'usine tandis qu'un accès de secours est présent à l'arrière de l'usine.
Sur la façade principale du bâtiment est inscrit « Manufacture de rasoirs Saint-Joanis » entre le premier et le deuxième étage tandis que la mention d'« Usine du May » est inscrite sur une précédente enseigne effacée entre le rez-de-chaussée et le premier étage. L'usine, qui comporte cinq étages, possède de grandes ouvertures laissant facilement entrer la lumière extérieure. La couverture est faite en terrasse de béton et de gravier surmonté d'une petite tour carrée protégeant la partie haute d'un monte-charge intérieur à l'usine.
En 1985, alors que le symposium national de sculpture monumentale métallique se tient sur toute la commune, George Trakas (en), artiste canadien, met en valeur l'usine du May avant qu'elle soit réhabilitée. Il crée un parcours en fer forgé directement dans le lit de la Durolle ainsi qu'un pont, le « Pont Épée » qui décore encore l'entrée principale du creux de l'enfer et une partie de l'usine du May,.
La nuit, l'extérieur de l'usine ainsi que le lit de la Durolle sont illuminés par des projecteurs.

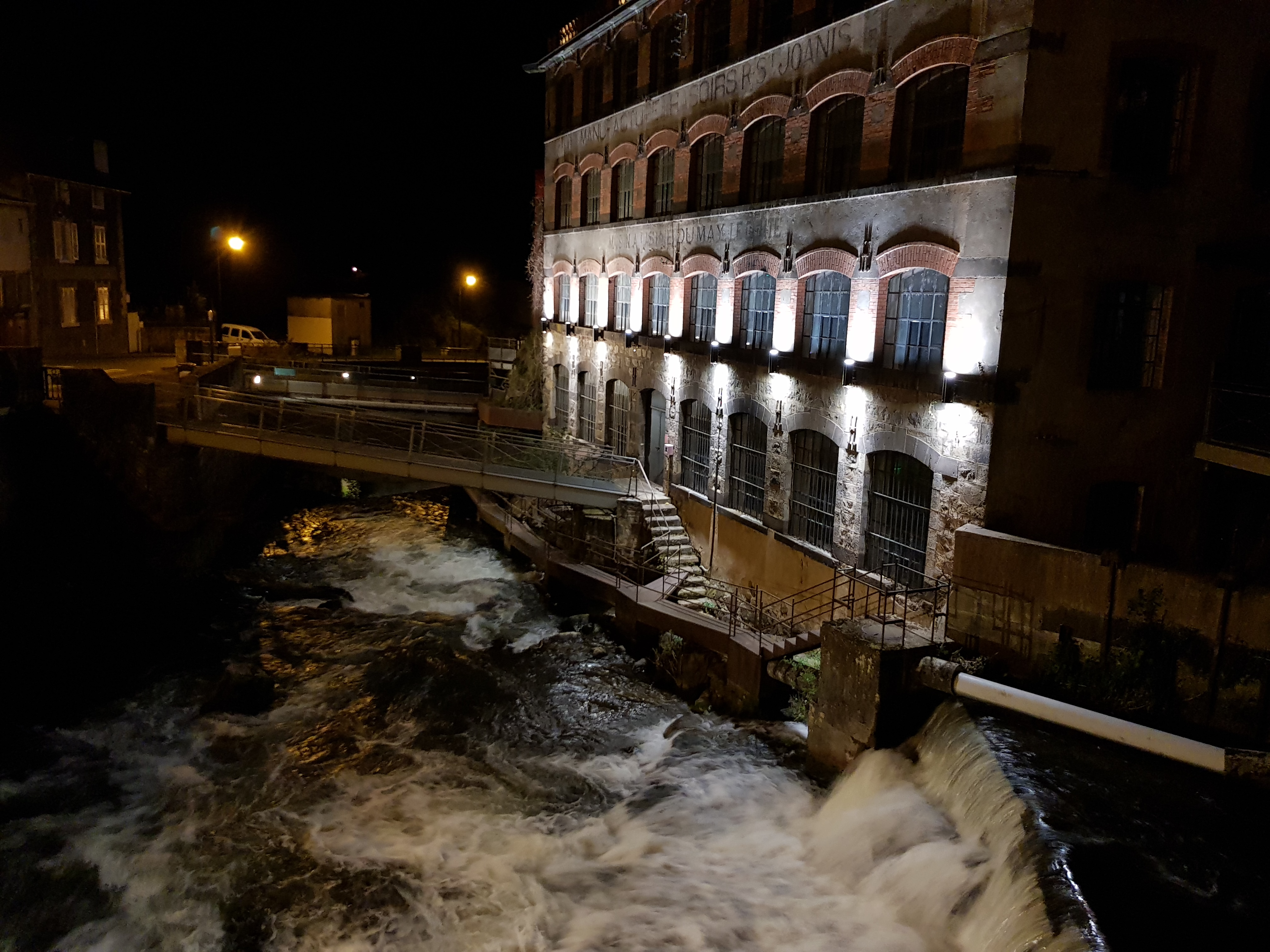
L'usine du May prise de nuit.
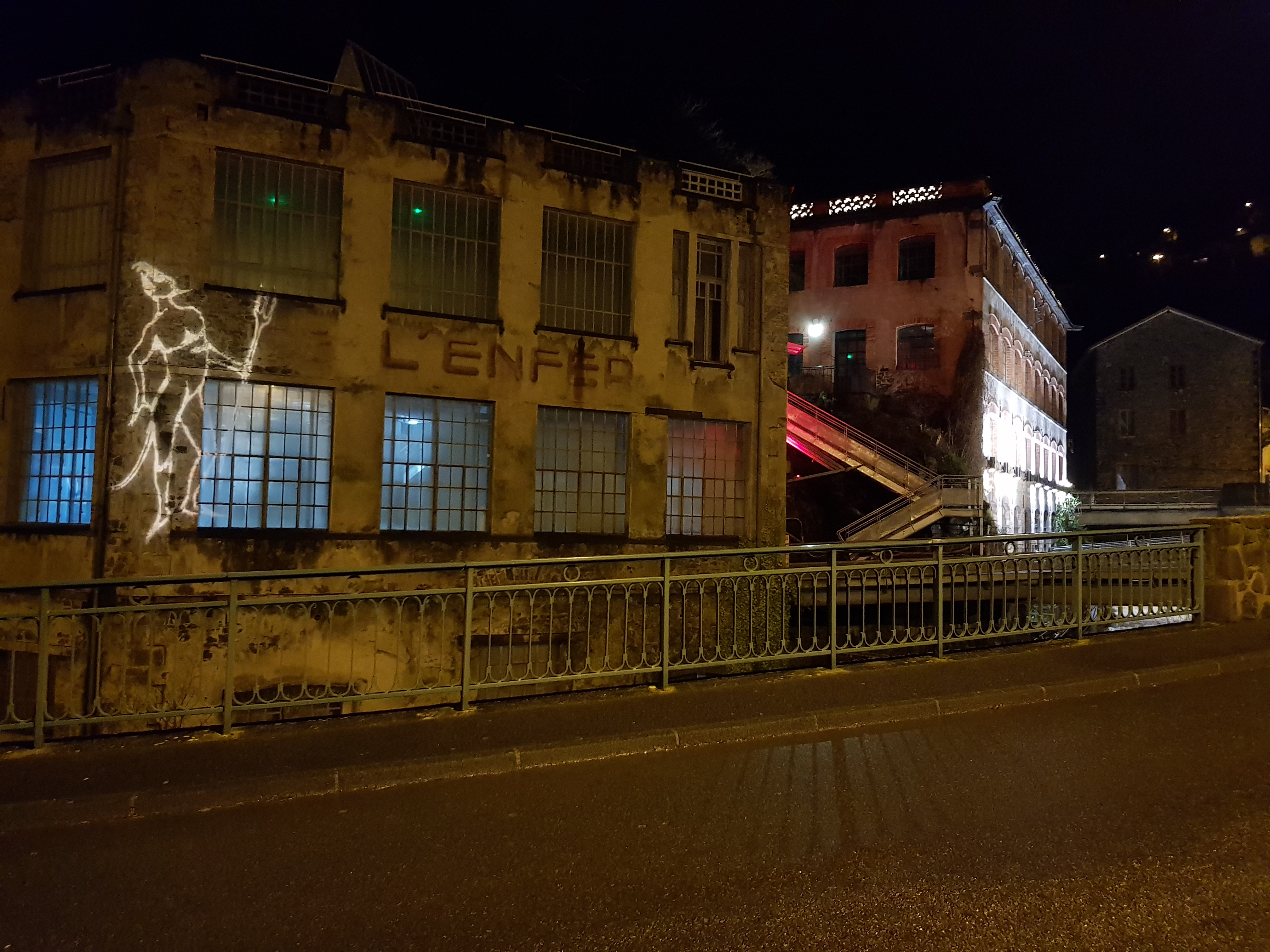
L'usine du Creux de l'enfer devant l'usine du May de nuit.
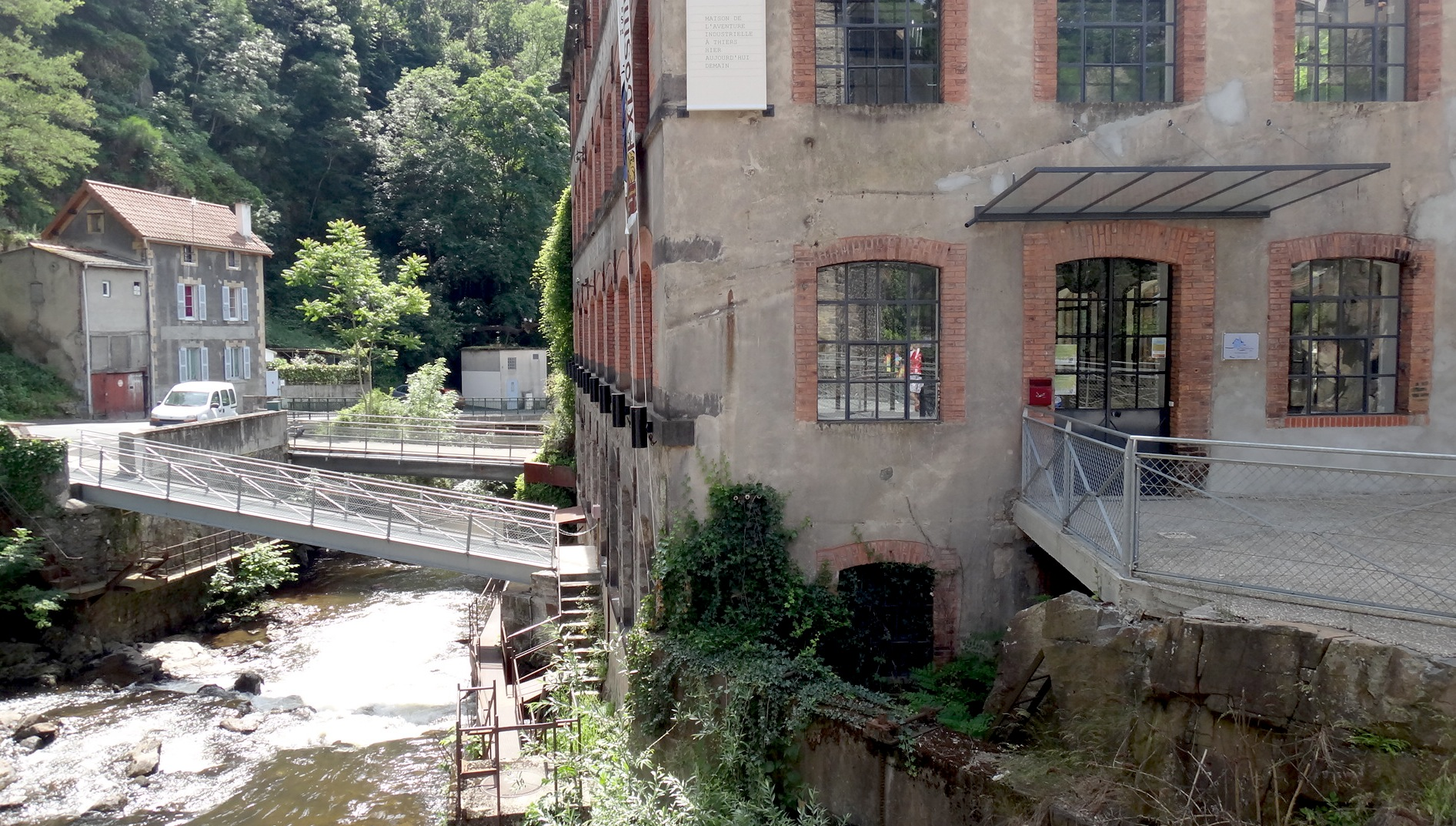
Entrée principale de l'usine.
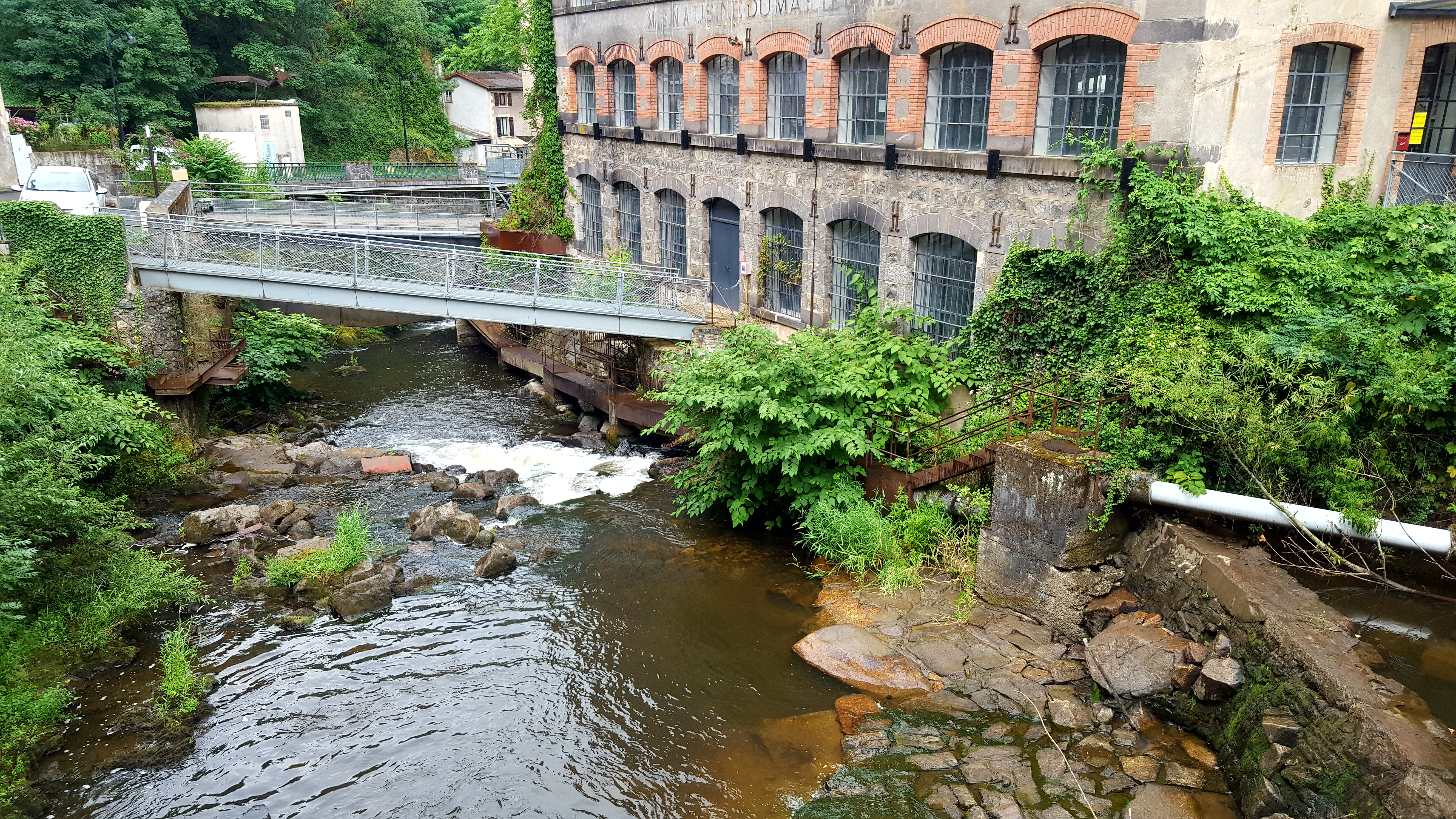
Deuxième passerelle d'accès surplombant la Durolle.
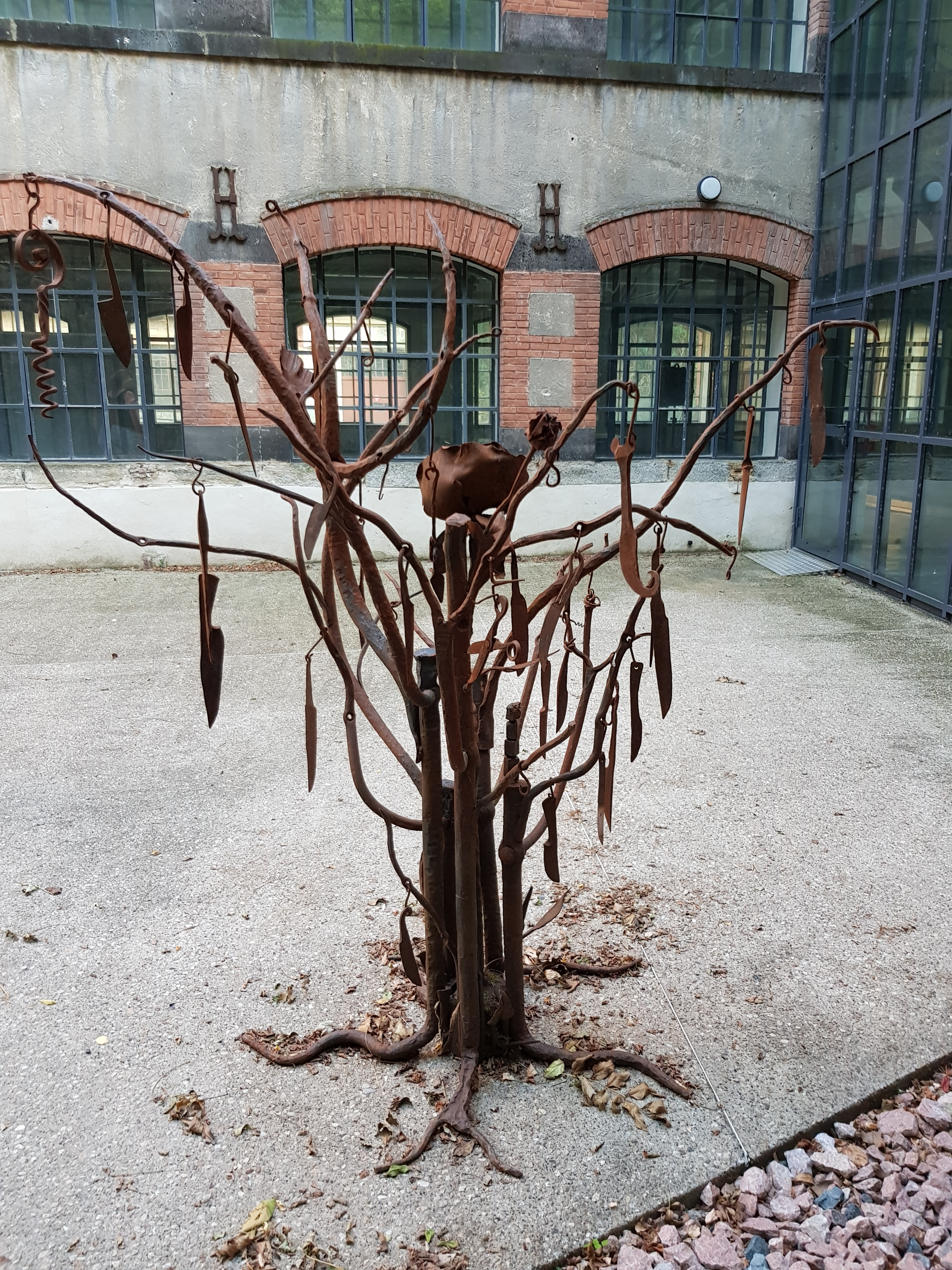
Œuvre d'art présente dans la cour arrière de l'usine.

### Décoration intérieure
À l'intérieur, le plafond est fait de voûtes en berceau plein-cintre. Plusieurs éléments datant de l'époque où l'usine était encore en activité sont également préservés, comme des poulies ou encore la cage d'escalier qui est essentiellement d'origine. L'ensemble est peint en gris, blanc et noir. Un escalier métallique et un monte-charge desservent l'intérieur. Les quatre niveaux sont découpés en ateliers de différentes surfaces, séparés avant les réhabilitations de 2009 par des cloisons en bois ou en briques creuses. Les planchers sont en voûtains de brique et poutres métalliques, soutenus par des colonnes en fonte.

Des restes de machines et des systèmes hydrauliques d'origine sont également présents dans les étages inférieurs de l'usine, au niveau du lit de la Durolle. Une partie du système hydraulique est visible depuis l'intérieur de l'usine, au rez-de-chaussée, un sol vitré laissant passer le regard des visiteurs étant construit depuis 2009.
| Éléments répertoriés                    | Protection  | Date | Notice     |
| --------------------------------------- | ----------- | ---- | ---------- |
| Machine Rechniewski                     | inscription | 2002 | IM63002379 |
| Turbine hydraulique                     | -           | -    | IM63002137 |
| Systèmes de transmission                | -           | -    | IM63002136 |
| Machine à manutentionner : monte-charge | -           | -    | IM63002135 |

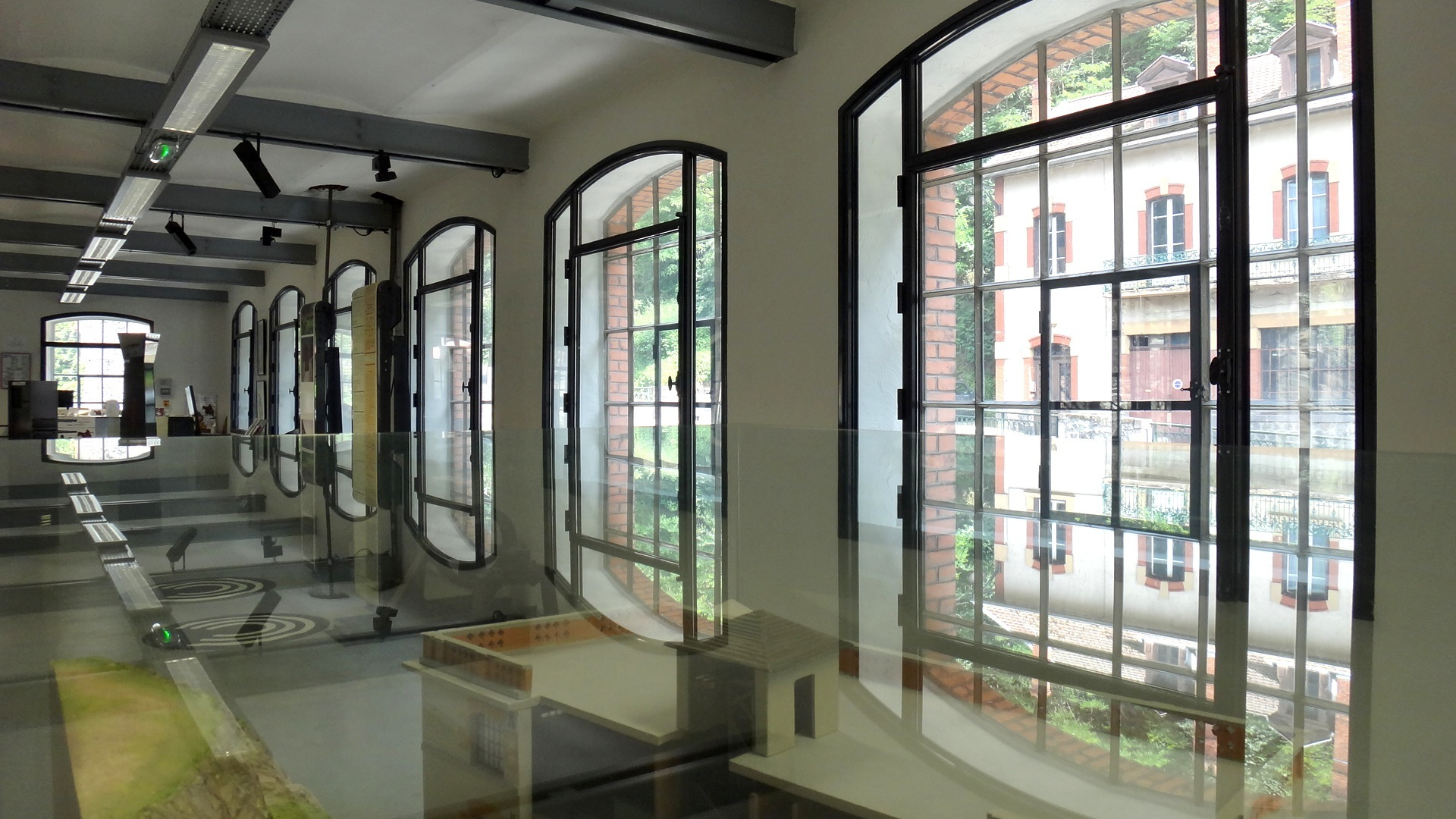
Intérieur de l'usine du May.
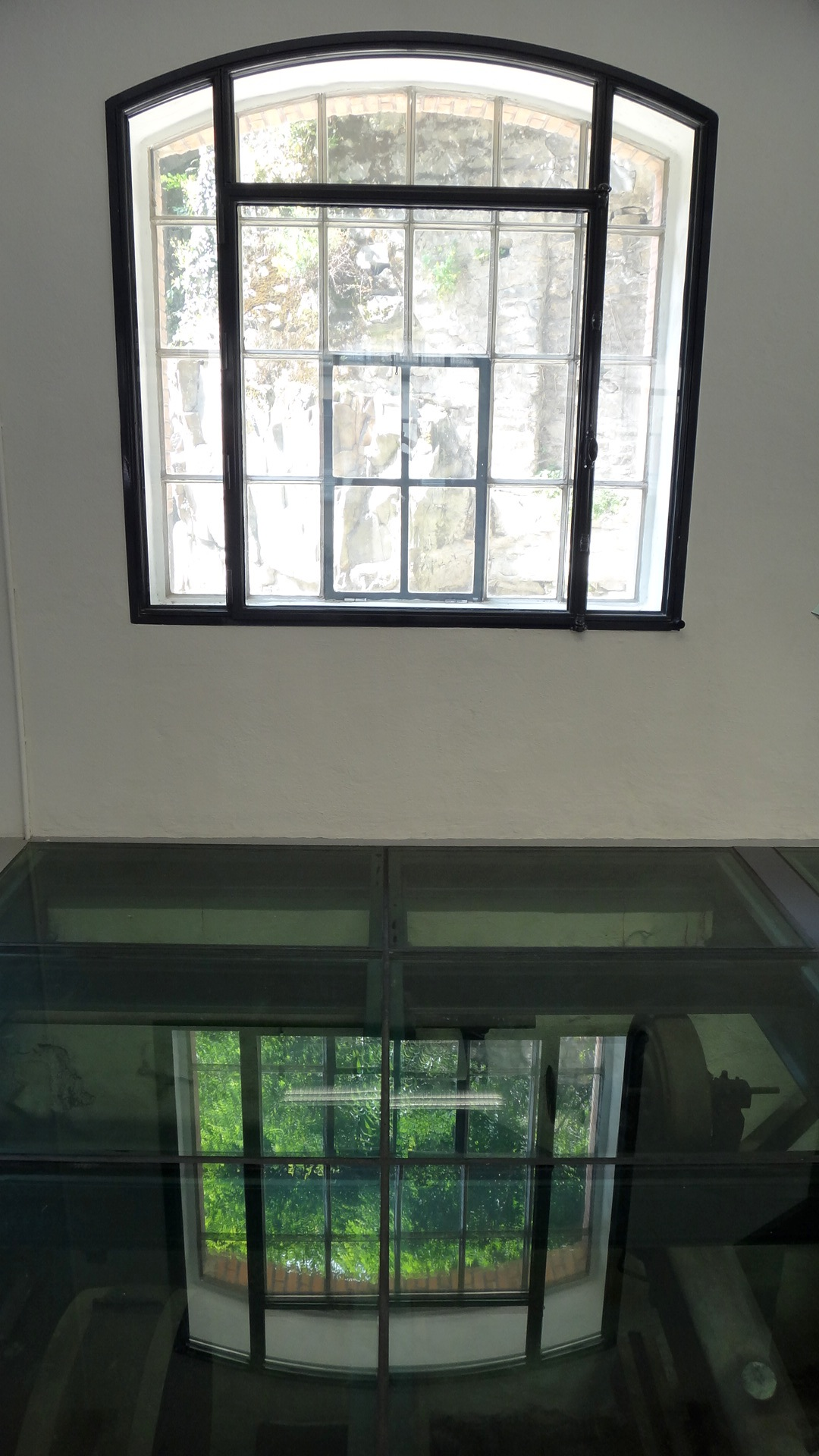
Sol vitré laissant apparaître le système hydraulique de l'usine.
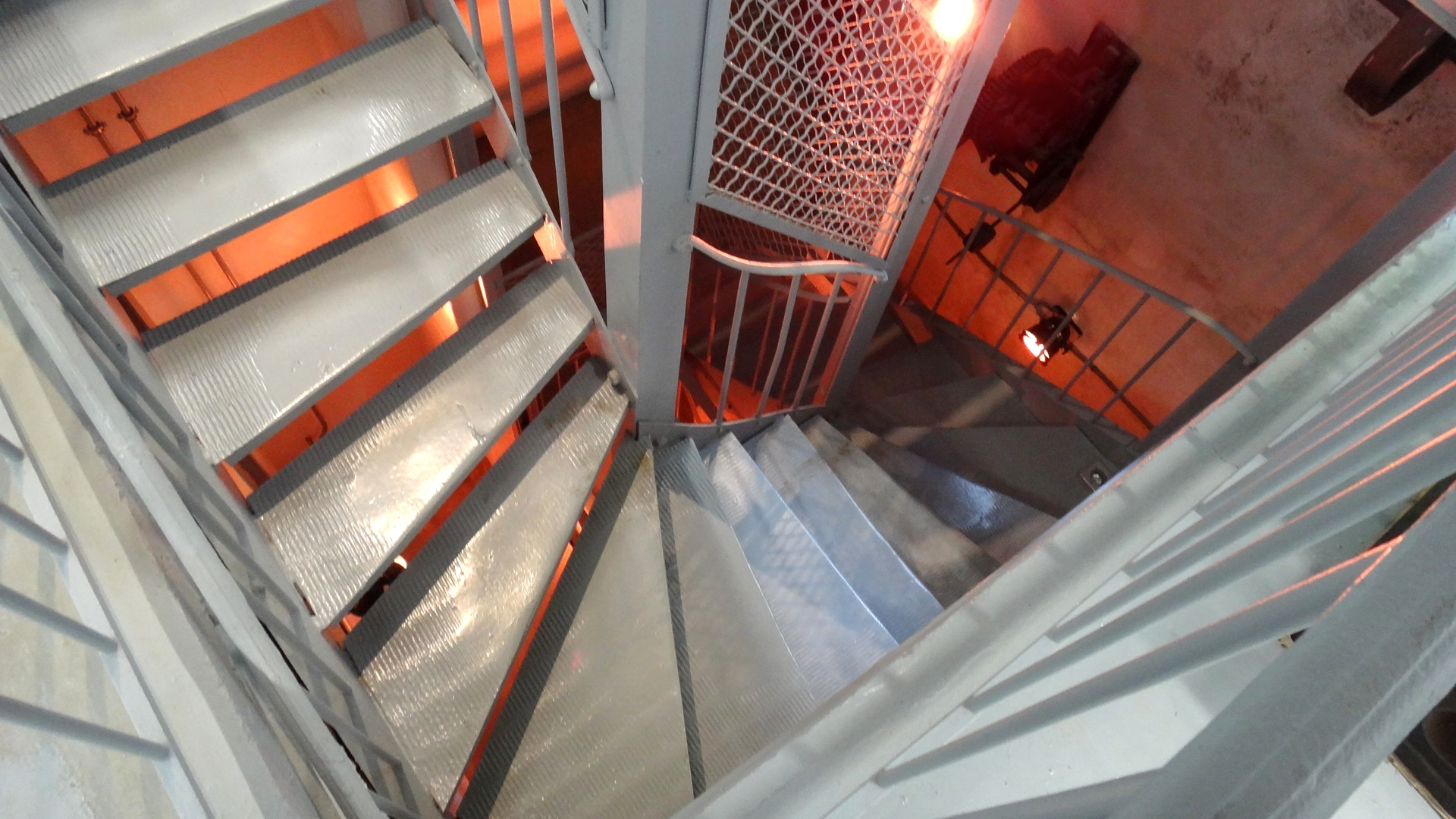
Escalier principal de l'usine.
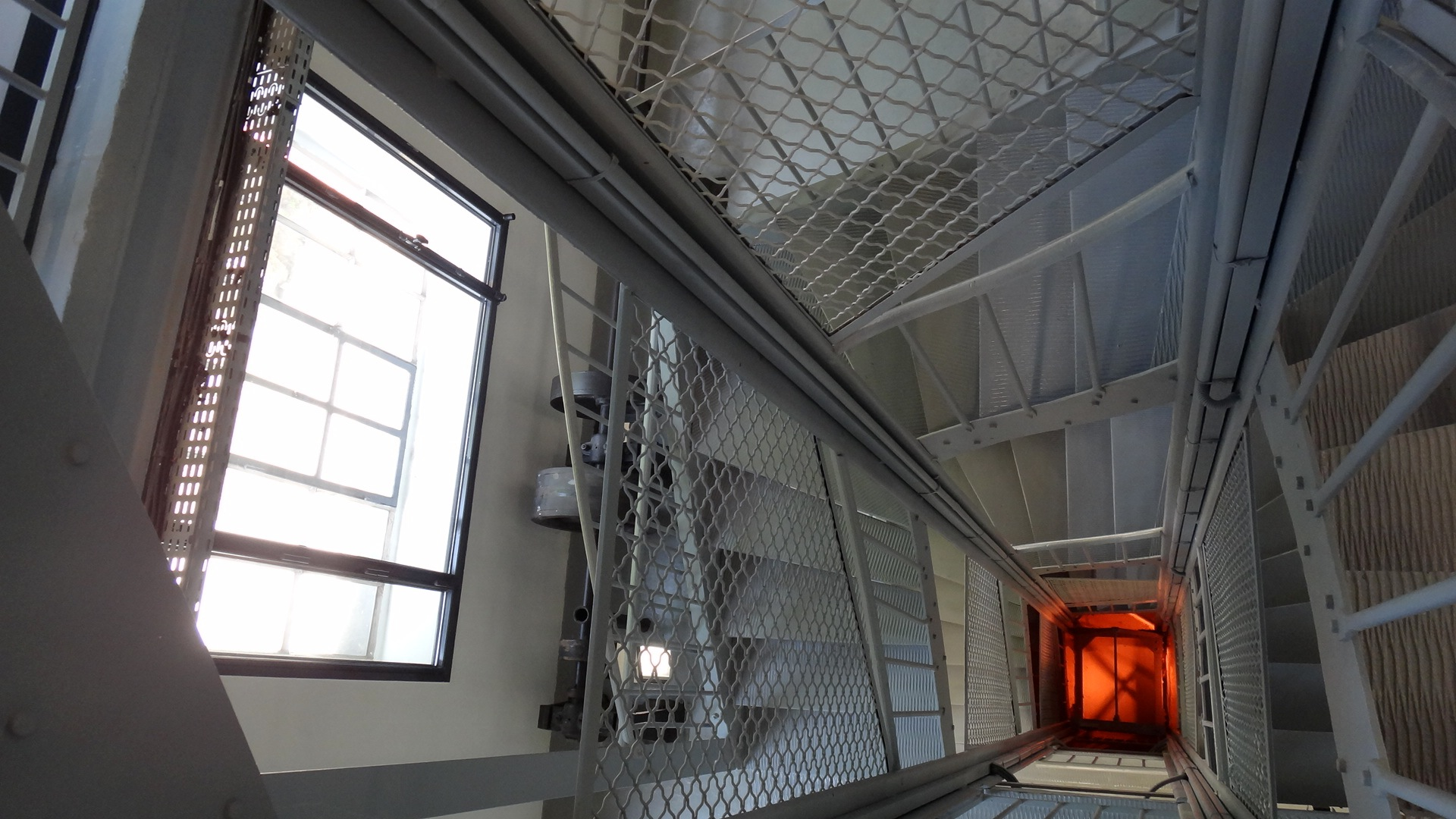
Monte-charge de l'usine.
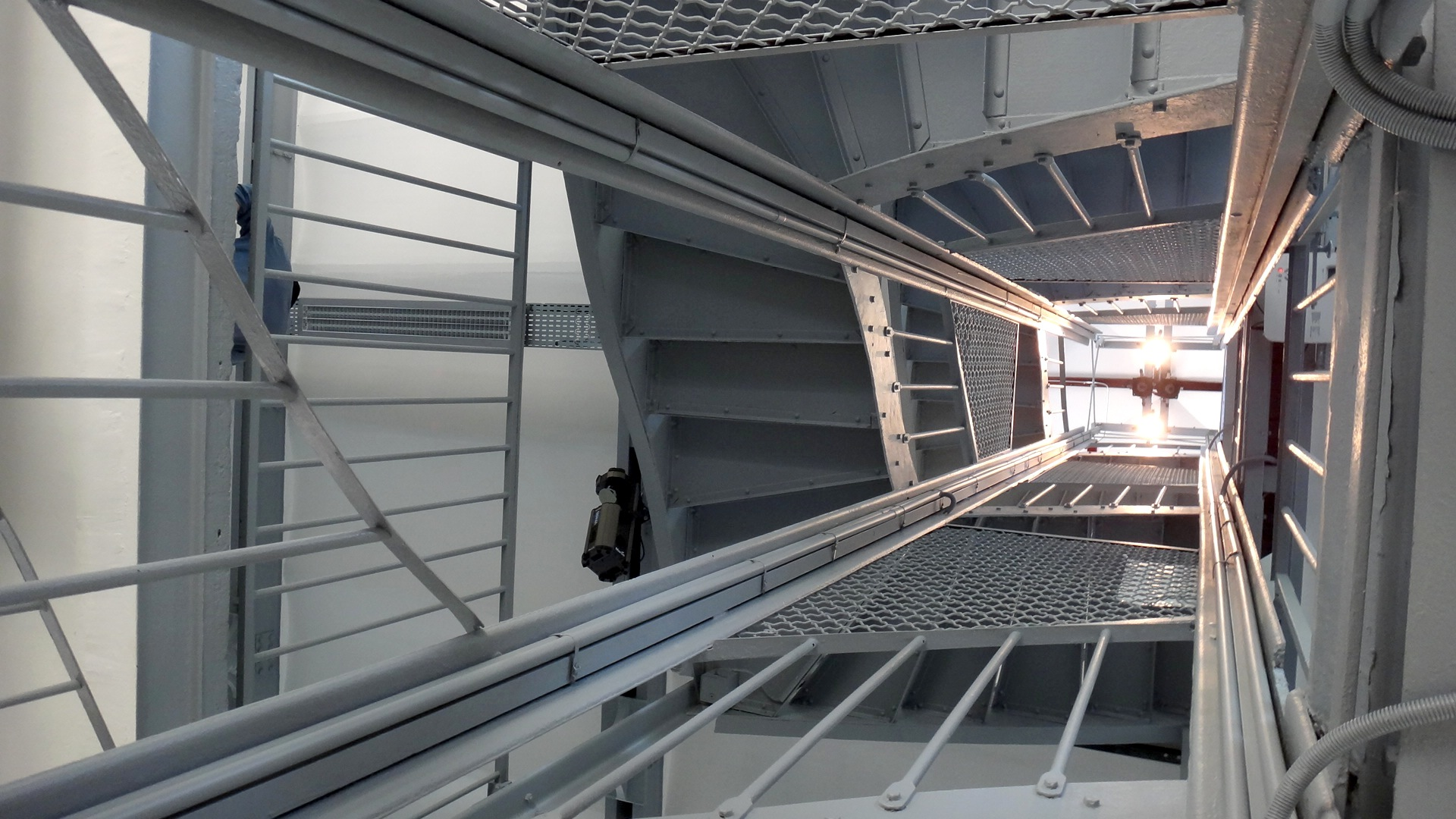
Vue d'une fenêtre sur la terrasse depuis la cage du monte-charge.

## Administration et fréquentation

### Administration et direction
Gérée entièrement par la mairie de Thiers, la direction et le choix des expositions revient à deux adjoints dont la délégation est la vallée des Usines, le patrimoine et le tourisme : Pierre Contie, ainsi que la culture, l'animation et la communication : Claude Gouillon-Chenot.

### Fréquentation et politique tarifaire
Toutes les entrées aux expositions sont gratuites intégralement depuis 2015. La fréquentation, qui varie depuis l'ouverture entre 2 500 et 4 000 visiteurs est en hausse régulière.
| Année | Nombre de visiteurs |
| ----- | ------------------- |
| 2011  | 2729                |
| 2012  | 3329                |

## L'usine du May dans les arts
En 2017, l'artiste peintre Mireille Fustier peint l'ancienne coutellerie et sa cascade. Inspirée par les paysages locaux, elle s'intéresse aux bâtiments de la vallée des Usines et plus particulièrement à l'usine du Creux de l'enfer accompagnée de l'usine du May. Dans le roman La Ville noire écrit par George Sand en 1860, un passage de l'histoire a lieu dans l'usine du May.
En 2019, le groupe de pop L'Impératrice tourne le clip de la chanson Là-haut en partie devant le Creux de l'enfer et l'usine du May.

### Articles liés
- Thiers
- Vallée des Usines
- Creux de l'enfer